# Districte de Šaľa
El districte de Šaľa - (eslovac) Okres Šaľa - és un dels 79 districtes d'Eslovàquia. Es troba a la regió de Nitra. Té una superfície de 355,9 km², i el 2013 tenia 52.938 habitants. La capital és Nitra.

## Demografia
| Godina             | 1994   | 2004   | 2014   | 2024   |
| ------------------ | ------ | ------ | ------ | ------ |
| Nombre de persones | 54.540 | 54.110 | 52.780 | 49.971 |
| Diferència         |        | −0,78% | −2,45% | −5,32% |

| Godina             | 2023   | 2024   |
| ------------------ | ------ | ------ |
| Nombre de persones | 50.384 | 49.971 |
| Diferència         |        | −0,81% |

## Llista de municipis

### Ciutats
- Šaľa

### Pobles
Diakovce | Dlhá nad Váhom | Hájske | Horná Kráľová | Kráľová nad Váhom | Močenok | Neded | Selice | Tešedíkovo | Trnovec nad Váhom | Vlčany | Žihárec
1. 1 2  «Počet obyvateľov podľa pohlavia - obce (ročne) [om7102rr_obce=AREAS_SK]».   Statistical Office of the Slovak Republic, 31-03-2025. [Consulta: 31 març 2025].